# 바르바라 노바츠카

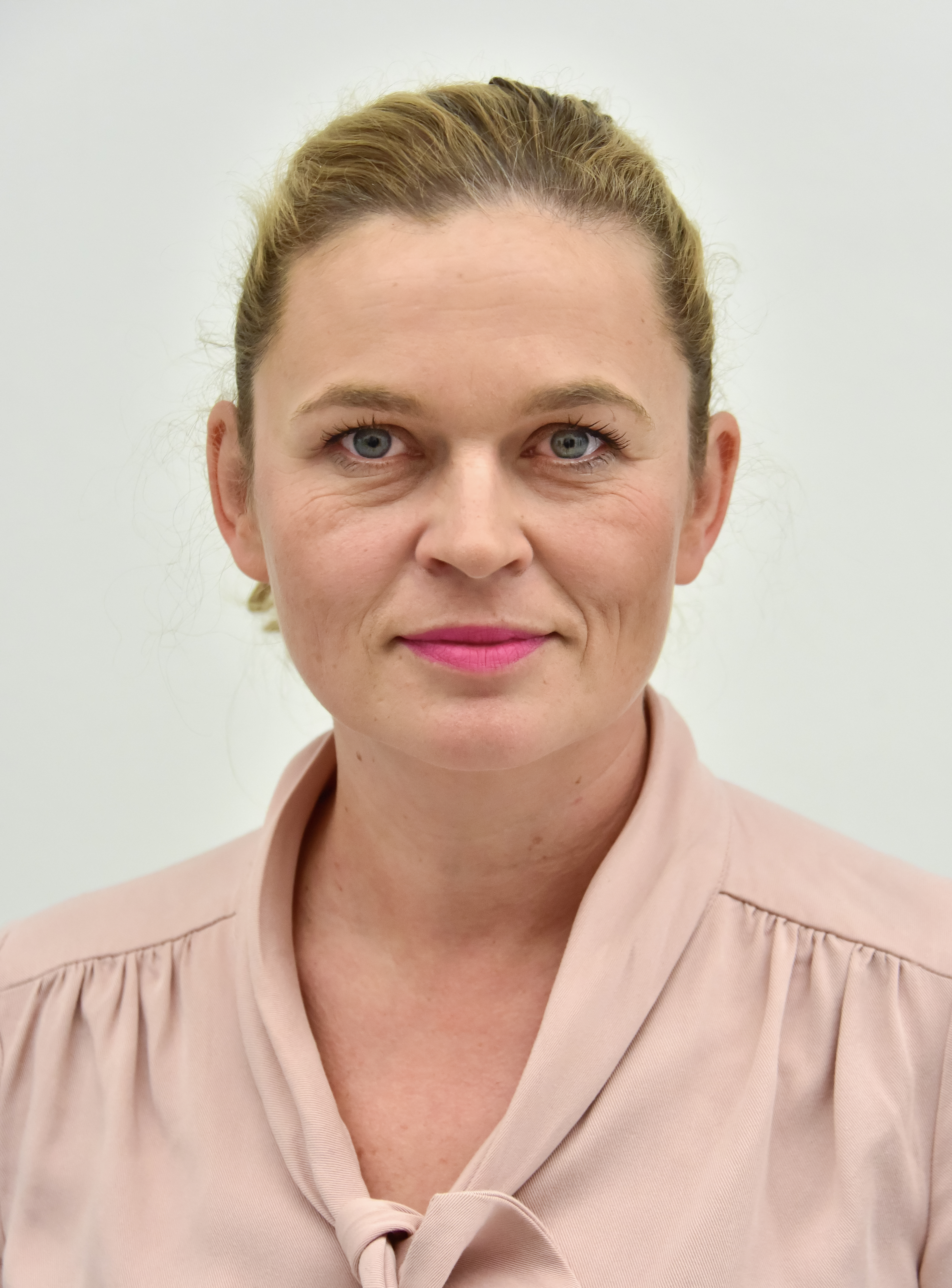
바르바라 노바츠카

바르바라 안나 노바츠카(폴란드어: Barbara Anna Nowacka, 1975년 5월 10일 ~ )는 폴란드의 정치인이다. 선 노동조합당, 후 너의 운동에서 활동한 좌파 운동가로서, 2015년 10월 총선을 앞두고 노동조합당, 너의 운동, 민주좌파연합, 녹색당, 사회당이 연합한 좌파연합의 대표로 선출되었다.

## 생애
바르샤바에서 태어난 그는 바르샤바 대학교에서 수학했으며, 이 시절에는 여성주의자로서 여성가족계획연맹에서 활동한 바 있다. 1997년부터 2006년까지 노동조합당의 당원이었으며, 당 청년부에서도 활동했었다.
2014년 유럽의회 선거 당시 유로파 더하기 연합의 루블린 지역 후보로 도전했으며, 알렉산데르 크바시니에프스키 전 대통령의 지원까지 받았지만 낙선했다. 이후 탈당하고 야누시 팔리코트가 이끄는 너의 운동에 입당해 공동대표가 되었으며, 범(凡) 중도좌파 연합인 좌파연합의 결성되는 데 기여했다. 2015년 10월 4일 좌파연합의 총리 후보로 선출되었으며, 17일 카토비체에서 열린 회의에서 연합의 공약을 발표하였다. 하지만 10월 25일 선거에서 연합은 봉쇄조항 8%에 미달하는 득표율로 원내 진입에 실패했으며, 노바츠카 본인 또한 자신의 지역구(바르샤바 1번 선거구)에서 낙선했다.
2015년 총선은 좀 특이하게도 주요 정당(또는 연합)들의 총리 후보가 여성이었다. 노바츠카가 좌파연합의 총리 후보였다면, 에바 코파츠는 집권당 시민연단 소속으로 총리를 지내고 있던 중이었으며, 베아타 시드워는 야당 법과 정의당의 총리 후보였다. 선거 결과 법과 정의당이 과반 의석을 획득해 승리했으며, 시드워가 신임 총리에 선출되었다.
2016년 외교 전문 잡지 《포린 폴리시》는 함께당 소속 아그니에슈카 지에미아노비치봉크와 노바츠카를 "올해 가장 영향력 있는 사상가 100인" 중 둘로 선정했으며, 이유는 "낙태죄 제정 반대 시위를 주도한 것" 때문이었다.